# Kalifat
Kalifat és una sèrie de televisió dramàtica sueca que es va estrenar el 12 de gener de 2020 a Sveriges Television i es va convertir en la sèrie més vista a SVT Play. El 18 de març es va estrenar a la plataforma Netflix. La sèrie està formada per una sola temporada de vuit episodis, tots dirigits per Goran Kapetanović. Tot i que no hi ha plans d'una segona temporada, els productors no volen tancar la porta a una possible continuació, tal com també han expressat alguns dels actors de la sèrie.
La història se centra en els relats convergents de Fatima, una agent del Servei de Seguretat Suec (Säpo) que rep un indici que s'està planificant un atac terrorista a Suècia; de Pervin, una dona sueca musulmana que viu a Raqqà (Síria), dins l'Estat Islàmic; d'Ibbe, un ajudant de docència en un institut de secundària a Suècia; i de la família Wasem, amb les seves dues filles adolescents.

## Argument
La sèrie comença el setembre del 2015, quan l'agent de la Säpo Fatima El Kaddouri rep una trucada d'una dona anomenada Pervin. Pervin ha acompanyat el seu marit Husam a unir-se a un grup terrorista del califat de l'Estat Islàmic a Síria; tot i així, vol fugir i tornar a Suècia amb la seva filla petita. Quan Pervin parla de Husam i d'altres suecs que planegen un atac terrorista a Suècia, Fatima s'hi interessa. Per salvar la seva carrera, Fatima demana que Pervin els espiï per ajudar-la a escapar.
A Järva, un barri de la ciutat de Solna, viuen dues germanes adolescents, Sulle i Lisha de 15 i 13 anys, i la seva amiga Kerima, de 15 anys. No tenen coneixement de l'islam però comencen a interessar-se tant per l'islam polític com religiós després de reaccionar sobre el conflicte Israel-Palestina i sobre la descripció negativa de l'Islam als mitjans de comunicació occidentals. Guiats per l'ajudant de docència Ibbe, un islamista fonamentalista vinculat a l'ISIL que actua ocult a Suècia sota el nom d'«El Viatger» i treballa en un institut de secundària del mateix barri, i gràcies als vídeos que representen l'Estat Islàmic com un paradís, es van radicalitzant de mica en mica, fins que Ibbe els aconsegueix un bitllet d'avió per començar una nova vida al califat. Els pares secularitzats de les germanes veuen amb impotència com les filles s'allunyen cap a l'extremisme.

## Producció

### Guió
El guionista Wilhelm Behrman va tenir la idea de Kalifat el 2015, quan va veure una imatge de vigilància de l'aeroport de Gatwick de tres adolescents, anomenats als diaris britànics com el «trio Bethnal Green», que anava camí de Raqqà per unir-se a l'ISIS. Va descriure que la foto el va deixar de pedra perquè era «punyent i provocadora. En part perquè les noies eren gairebé exactament iguals que la meva pròpia filla. La vaig desar al mòbil i em vaig adonar que volia escriure'n alguna cosa». Una imatge d'ostatges a París va donar a Behrman la idea de combinar dues històries. Va contactar amb el guionista Niklas Rockström i junts van fer investigacions en col·laboració amb periodistes i imams musulmans i, segons Behrman, «una bona font de la Säpo que ha estat de gran ajuda». Després van escriure junts una sinopsi que es va presentar per primera vegada a la productora Filmlance International, després a Sveriges Television. Tots dos es van dedicar al projecte i Netflix va comprar els drets de visualització fora dels països nòrdics.

### Direcció i selecció d'actors
Goran Kapetanović va ser seleccionat com a director de tots els capítols de la temporada; director del llargmetratge Krig (2017) i el curtmetratge guanyador del premi Guldbagge Min faster i Sarajevo (2016). Kapetanovic es va sentir atret pel guió i la representació d'un tema social «interessant i sensible», i va assumir la intenció d'explorar els mecanismes de la radicalització i deixar que els personatges duguessin la història. Kapetanović va recomanar per al paper de Fatima Aliette Opheim, qui, però, s'hi va negar, en part perquè «volia interpretar una altra cosa que no pas una simple agent de policia» i en part perquè el guió contenia diverses escenes de telèfon que considerava «massa fredes i solitàries». Malgrat tot, al final, va canviar la seva decisió, ja que li agradava la representació dels papers dels diferents grups de personatges i les històries paral·leles que s'hi entrellaçaven. Va considerar el seu personatge com una mena de «Lisbeth Salander fracassada», que «comet molts error i utilitza Pervin pel bé de la seva pròpia carrera».
El paper de Pervin El Kaddouri va ser per a Gizem Erdogan, premiada anteriorment al Festivl de Cinema d'Estocolm. Erdogan va ser recomanada per Kapetanović, i ha descrit el seu personatge com a complex i una supervivent, que progressivament deixa de tenir por al món que l'envolta. L'actor teatral Amed Bozan va rebre el paper del marit de Pervin, Husam El Kaddouri. Va descriure el seu personatge com a «semi-criminal […] però encara un tipus real, amb un fort arrelament i sentiment de pertinença». Abans del paper, Bozan va deixar d'afaitar-se els cabells i la barba i va baixar 13 quilos en dos mesos. També va estudiar diversos individus per retratar una persona amb trastorn per estrès posttraumàtic. A Nora Rios se li va assignar el paper de Sukun Wasem,un personatge «molt inquiet. Una adolescent que està buscant per ella mateixa, igual que tots els adolescents, però acaba a les mans d'una persona manipuladora amb una agenda oculta». A Lancelot Ncube se li va assignar el paper d'ajudant de docència i col·laborador de l'ISIS Ibrahim Haddad.
Abans de la producció, Erdogan i Rios van llegir la novel·la Två systrar (2016) d'Åsne Seierstad, protagonitzada per dues germanes radicalitzades a Noruega que planegen viatjar cap a Síria i participar en la guerra contra Baixar al-Àssad.

### Gravació
Els capítols de la sèrie es van rodar a Estocolm i a Amman durant 3 mesos entre el 2018 i el 2019. Les escenes de Raqqà es van rodar en un suburbi d'Amman a la tardor de 2018. Els enregistraments també van tenir lloc a Katrineholm i en un camp de tir als afores d'Hedemora. Juntament amb el cinematògraf Jonas Alarik, Kapetanović ha volgut crear «una apreciació documental amb la sèrie. No ha de ser cap cosa edulcorada o pomposa a la manera nord-americana». Kapetanovic també es va inspirar en la sèrie de televisió Gomorra, principalment en la seva estètica crua i desagradable.

## Repartiment
- Gizem Erdogan com a Pervin El Kaddouri
- Aliette Opheim com a Fatima Zukić
- Nora Rios com a Suleika 'Sulle' Wasem
- Amed Bozan com a Husam El Kaddouri
- Yussra El Abdouni com a Lisha Wasem
- Arvin Kananian com a Nadir Al-Shahrani
- Lancelot Ncube com a Ibrahim "Ibbe" Haddad
- William Legue com a Omar Soudani
- Simon Mezher com a Suleiman Wasem
- Amanda Sohrabi com a Kerima
- Albin Grenholm com a Carrer
- Marcus Vögeli com a Jakob Johannisson
- Nils Wetterholm com a Emil Johannisson